# 森岡元長
森岡 元長（もりおか もとなが）は、江戸時代前期の弘前藩士。

## 生涯
正保4年（1647年）、森岡信安の子として誕生。
万治3年（1660年）、証人役になり、寛文4年（1664年）家督700石を継いで、延宝4年（1676年）には家老となった。貞享3年（1686年）には城代となり、1000石に加増された。元禄3年（1690年）、再び家老となると、元禄12年（1699年）6月14日、死去した。